# Pont des Maghrébins

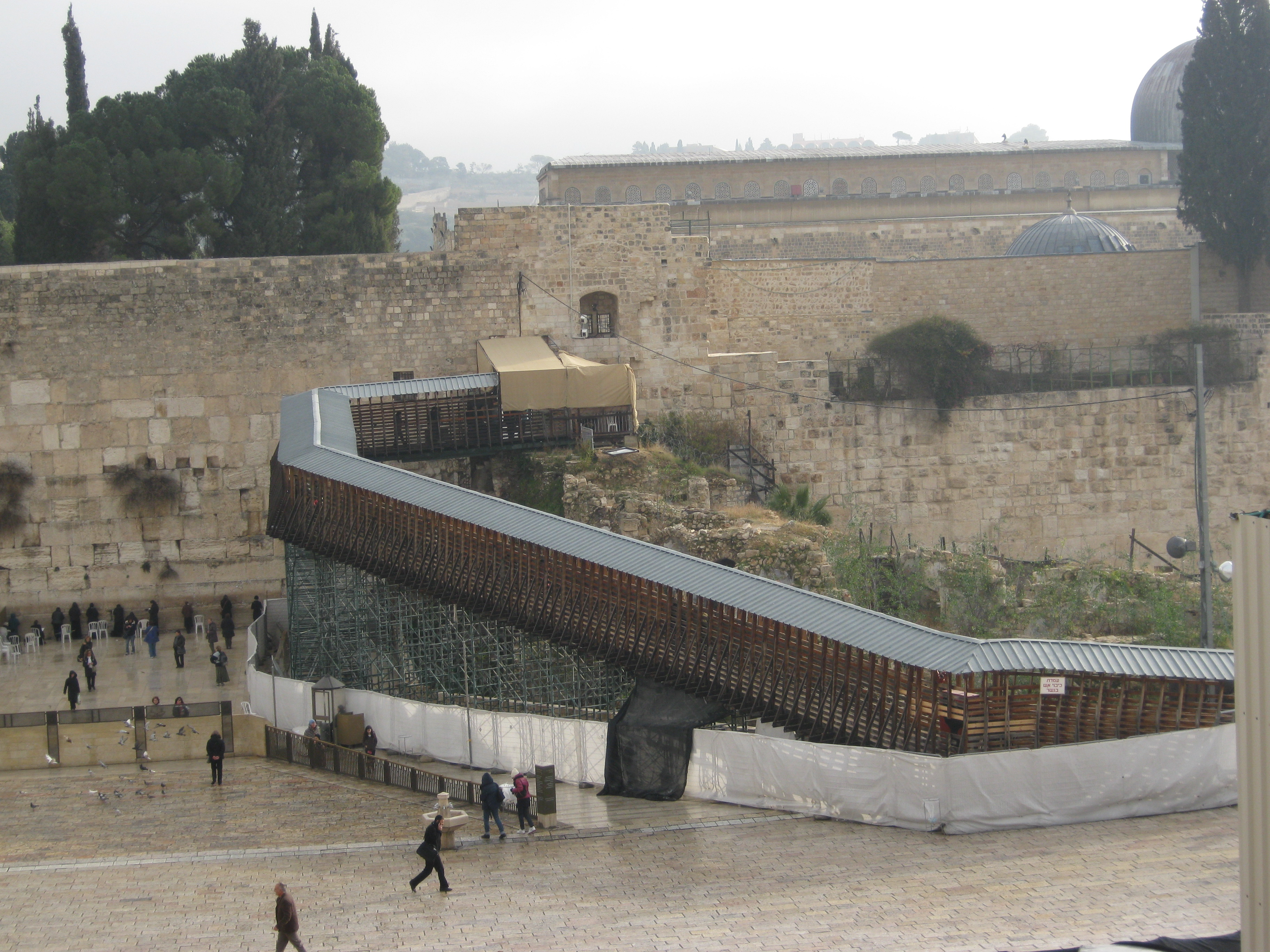
Le Pont des Maghrébins en 2012.

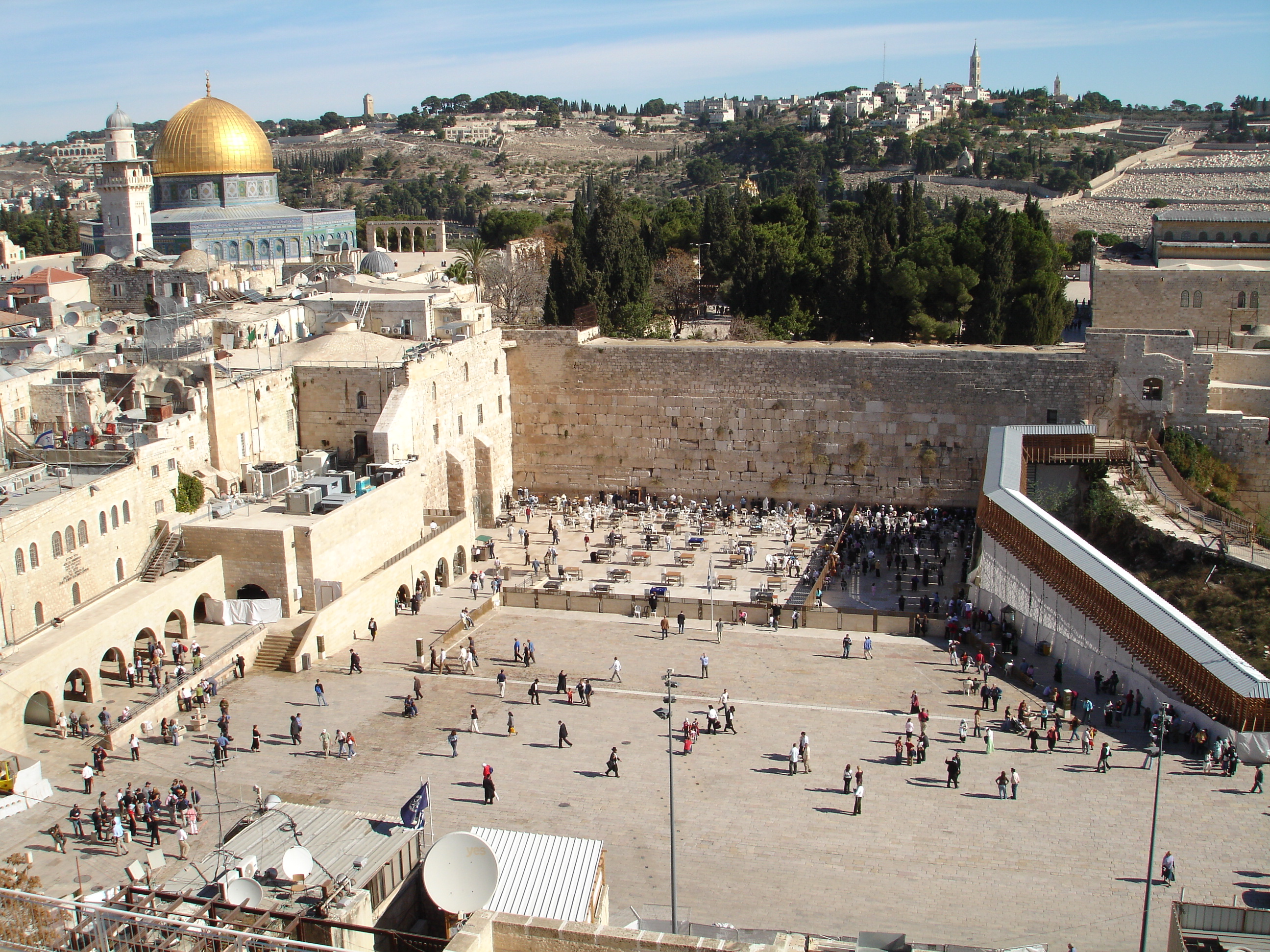
L'esplanade avec le Pont des Maghrébins à droite.

Le Pont des Maghrébins est une structure en bois reliant la place du Mur occidental — esplanade située au pied du mur des Lamentations —, à la Porte des Maghrébins de l'esplanade des Mosquées située au sommet du mont du Temple à Jérusalem.
Ce pont est le seul moyen pour les non musulmans d'accéder à l'esplanade des Mosquées, car le Waqf leur interdit l'entrée par les autres portes,. Le pont des Maghrébins est en conséquence un point d'achoppement qui contribue à l'entretien du conflit israélo-arabe.

## Histoire

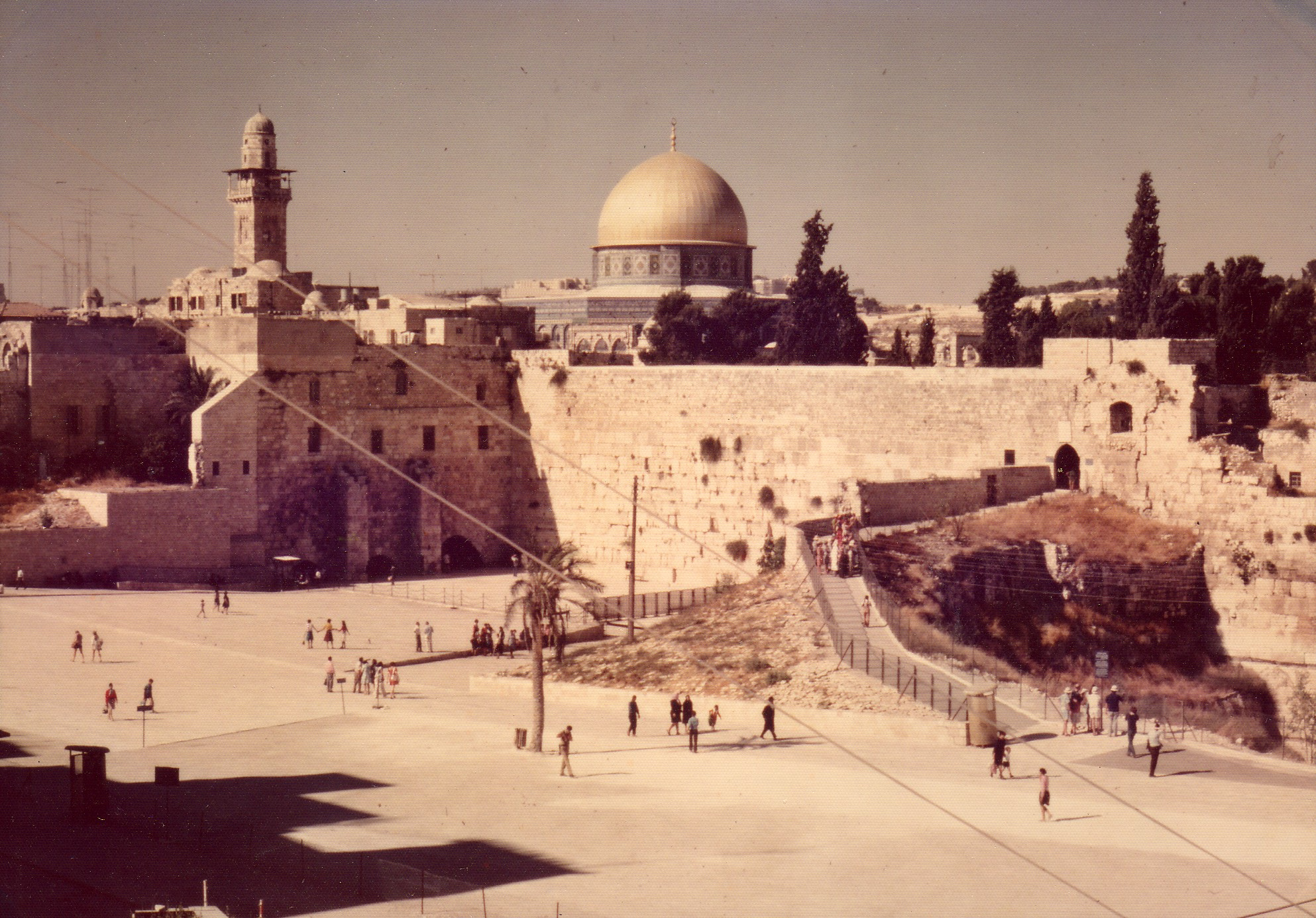
L'ancienne rampe en terre, en 1974.

Une rampe en terre permettait autrefois aux visiteurs non musulmans d'accéder au mont du Temple par la Porte des Maghrébins. Après son effondrement en 2004, le pont en bois est reconstruit en 2007.
Cette construction fragile était temporaire. Un pont permanent devait la remplacer, mais le waqf de Jérusalem s'y est opposé en soutenant qu'Israël déstabilisait l'esplanade des Mosquées pour effondrer le Dôme du Rocher. Il en résulta de violentes émeutes, un appel à une troisième Intifada, l'intervention de plusieurs États arabes voisins, des menaces de guerre et l'envoi par l'UNESCO d'inspecteurs pour empêcher Israël de changer le statu quo.
En conséquence, le pont « temporaire » est encore debout à la fin de 2011, lorsque la ville de Jérusalem émet une ordonnance de fermeture, car la structure n'était plus sure. En 2012 et 2013, l'échafaudage soutenant le pont en bois est remplacé par une longue poutre métallique. L'espace sous le pont étant ainsi dégagé, la zone pour les prières des femmes est agrandie.
En août 2014 commence la construction d'un deuxième pont entre la place du Mur occidental et la Porte des Maghrébins, en complément du pont en bois de 2007. Mais, étant à leur tour controversés, à la demande du gouvernement jordanien ces travaux sont interrompus et ce qui avait été construit est démoli.